# Девушка, которая взрывала воздушные замки (фильм)
Это статья о фильме Даниэля Альфредсона. О книге Стига Ларссона см. статью Девушка, которая взрывала воздушные замки.
«Девушка, которая взрывала воздушные замки» (швед. Luftslottet som sprängdes) — кинофильм режиссёра Даниэля Альфредсона, вышедший на экраны в 2009 году. Экранизация третьего романа трилогии «Миллениум» Стига Ларссона. Фильм служит непосредственным продолжением второй части и повествует о подготовке к суду над Лисбет и самом суде, а также о его последствиях.

## Сюжет
Лисбет Саландер и её отцу Александру Залаченко удаётся выжить, однако они находятся в больнице в тяжёлом состоянии. Кроме того, Лисбет должна будет предстать перед судом за попытку убийства своего отца. Её лечащий врач не допускает к ней никого, кроме адвоката, в роли которого согласилась выступить сестра Микаэля Блумквиста Анника. Однако тем временем тайная группировка службы безопасности, в которой работал Залаченко, не желает разглашения секретной информации и принимает решение убрать обоих свидетелей. Один из членов группы убивает Залаченко в больнице, но добраться до Лисбет ему не удаётся.
Тем временем полным ходом идёт журналистское расследование Микаэля Блумквиста, стремящегося доказать невиновность Лисбет. К началу суда над Лисбет Микаэль планирует выпустить специальный выпуск журнала «Миллениум», посвящённый тайной группировке. С ним связываются следователи, которые тоже расследуют деятельность группы (рабочее название «Секция») и планируют арест её членов. Им удаётся установить слежку, в результате которой стало ясно, что врач Телебориан, следивший за Лисбет в психиатрической лечебнице, куда её поместили в детстве, и в этот раз даст на суде ложное заключение о её невменяемости.
Микаэль через лечащего врача Лисбет передаёт ей смартфон, при помощи которого она связывается со своим другом-хакером Чумой, а также пишет автобиографию с рассказом о пережитом ею. Она успевает послать автобиографию Микаэлю, а затем её переводят из больницы в тюрьму в ожидании суда. Эрике, коллеге Микаэля по журналу, приходят угрозы по электронной почте, затем кто-то бросает в её окно камень. Также чудом удаётся предотвратить покушение на убийство Микаэля, организованное Секцией. Эрика предлагает Микаэлю отложить выпуск журнала.
Начинается суд, на котором даёт показания Телебориан, утверждающий, что Лисбет невменяема и опасна. Однако благодаря имеющимся у адвоката Лисбет видеозаписям и документам Телебориана уличают во лжи, к тому же его обвиняют в хранении архива детской порнографии, обнаруженного хакером Чумой. Лисбет освобождают, членов Секции арестовывают. Выходит выпуск «Миллениума», который Микаэль всё-таки направил в печать втайне от остальных.
От Залаченко Лисбет достаётся наследство, в том числе заброшенный кирпичный завод. Когда она едет посмотреть его, то обнаруживает там своего брата Нидермана, который уже давно скрывался там и успел уже убить несколько человек. После схватки Лисбет удаётся пригвоздить брата к полу при помощи пневматического молотка, а затем сообщить его недругам-байкерам, что они могут найти его на заводе. Позже становится известно, что Нидермана убивают.

## В ролях
- Микаэль Нюквист — Микаэль Блумквист
- Нуми Рапас — Лисбет Саландер
- Лена Эндре — Эрика Бергер
- Анника Халлин — Анника Джаннини
- Якоб Эрикссон — Кристер Мальм
- София Ледарп — Малин Эрикссон
- Андерс Альбом — доктор Петер Телебориан
- Микке Спрайц — Рональд Нидерманн
- Георги Стайков — Александр Залаченко
- Мирья Турестедт — Моника Фигерола
- Пер Оскарссон — Хольгер Пальмгрен